# Boris Hasselblatt
Boris Hasselblatt (* 6. September 1961 in Niedersachsen) ist ein deutsch-US-amerikanischer Mathematiker, der sich mit dynamischen Systemen beschäftigt.

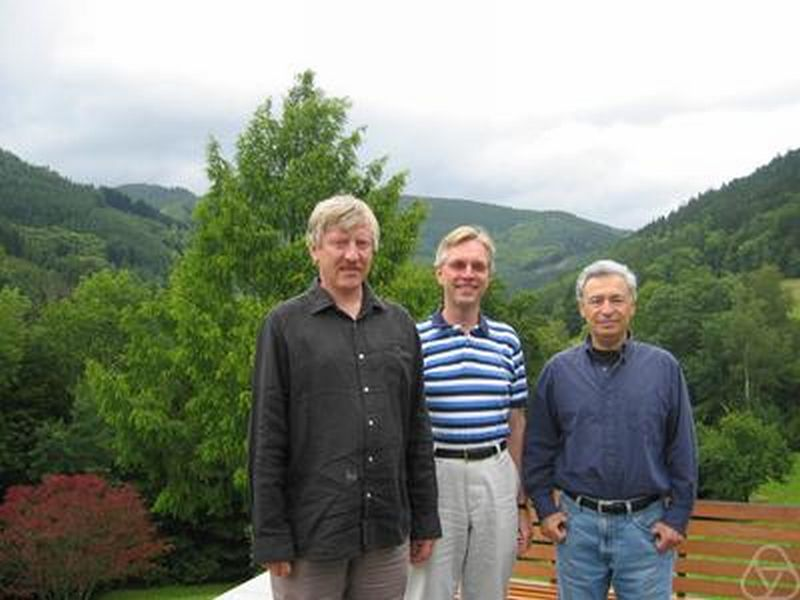
Boris Hasselblatt (Mitte) mit Jörg Schmeling (links), Jakow Pessin (rechts) in Oberwolfach 2007

Hasselblatt ist der Sohn des lutherischen Pastors Gunnar Hasselblatt. Er wuchs in Niedersachsen (Gladebeck), Äthiopien, wo sein Vater 1969 bis 1975 Dozent am theologischen Seminar der Mekane Yesus Kirche war, und Berlin auf. Nach dem Abitur 1979 studierte er Physik an der TU Berlin (Vordiplom 1981) und Mathematik an der University of Maryland (Masterabschluss 1984). 1989 wurde er am Caltech bei Anatole Katok mit der Schrift Regularity of the Anosov Splitting and a New Description of the Margulis Measure promoviert. Danach war er Assistant Professor, ab 1996 Associate Professor und ab 2002 Professor an der Tufts University. Außerdem ist er seit 1998 am Center for Dynamical Systems der Pennsylvania State University. Er war Gastwissenschaftler am IHES (1990), der ETH Zürich, der IRMA in Straßburg, am MSRI und der Universität Göttingen.
Im Februar 2021 wurde er Sekretär der American Mathematical Society.

## Schriften
- Herausgeber mit Anatole Katok: Handbook of dynamical systems, Band 1a, 1b, Elsevier 2002, 2006
- mit Anatole Katok: A first course in dynamics, Cambridge University Press 2003 (auch ins Russische übersetzt)
- mit Anatole Katok: Introduction to the modern theory of dynamical systems, Cambridge University Press 1995 (auch ins Russische übersetzt)
- Herausgeber: Dynamics, ergodic theory and geometry, Cambridge University Press 2007
- Herausgeber mit Michael Brin, Yakov Pesin: Modern dynamical systems and applications: dedicated to Anatole Katok on his 60th birthday, Cambridge University Press 2004